# Christine Egerszegi-Obrist

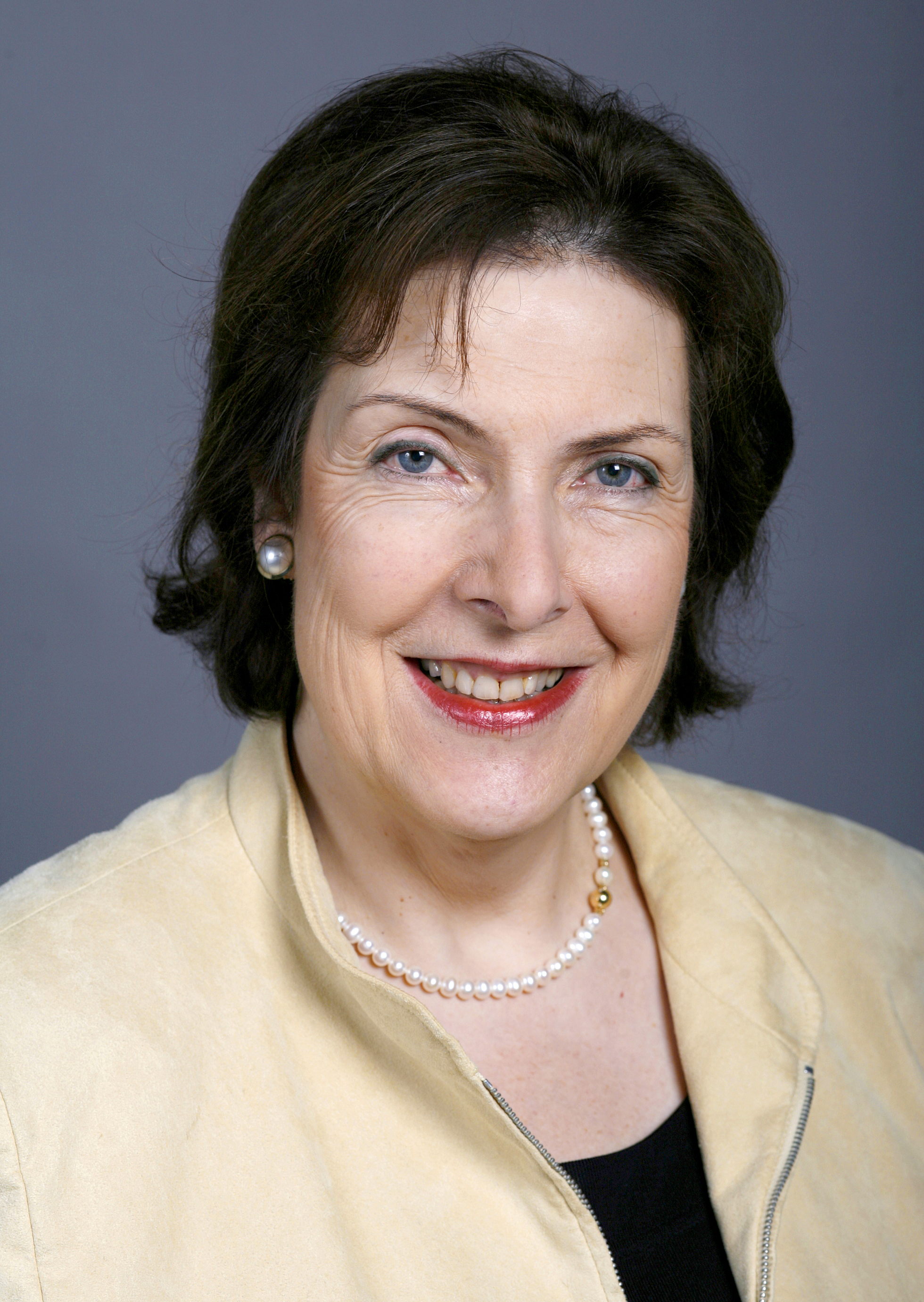
Christine Egerszegi-Obrist (2007)

Christine Egerszegi-Obrist (* 29. Mai 1948 in Baden; heimatberechtigt in Baden, Mellingen und Riniken) ist eine Schweizer Politikerin (FDP). Im Amtsjahr 2006/07 war sie Nationalratspräsidentin.

## Leben
Egerszegi gehörte von 1989 bis 1995 dem Grossen Rat des Aargaus an.
Bei den Schweizer Parlamentswahlen 1995 wurde sie in den Nationalrat gewählt, den sie 2006/2007 präsidierte. Von 2003 bis 2005 war sie Vizepräsidentin der nationalrätlichen Kommission für soziale Sicherheit und Gesundheit. Bei den Wahlen vom 21. Oktober 2007 wurde sie zur ersten Ständerätin des Kantons Aargau gewählt. Seither war sie Mitglied in der ständerätlichen Kommission für soziale Sicherheit und Gesundheit und ab 2009 deren Vizepräsidentin. 2015 trat sie aus dem Ständerat zurück.
Egerszegi war Präsidentin des Initiativkomitees für die eidgenössische Volksinitiative «jugend + musik». Das Initiativkomitee mit Präsidentin Egerszegi wurde mit dem Johanna Dürmüller-Bol Young Classics Award 2012 geehrt.
Egerszegi ist verwitwet und hat zwei Kinder.